# Rafelingstester
Een rafelingstester is een meetinstrument waarmee slijtage (rafeling) van asfalt gemeten kan worden in het laboratorium. In de rafelingstester wordt een plaat asfalt in korte tijd zwaar belast door een wringende wielbelasting om de weerstand tegen rafeling te bepalen. In Nederland gebruikte methodes zijn de Aachener-Ravelling-Tester (ARTe), ontwikkeld door de Universiteit van Aken en de Rotating Surface Abrasion Test (RSAT), ontwikkeld door Breijn (Heijmans).

## Doel van de rafelingstest
Door onderzoek met een rafelingstester kunnen asfaltmengsels kwalitatief worden onderscheiden op hun gevoeligheid voor rafeling; een kwantitatieve analyse is tot op heden helaas niet mogelijk. De essentie van een rafelingstest is dat een wringspanning wordt uitgeoefend op het te testen materiaal. Deze wringspanning representeert de spanningen die op het wegdek worden uitgeoefend door het optrekken, afremmen en sturen van een voertuig en de grip van de band op het wegdek. In de testopstelling wordt in enkele uren de belasting van enkele jaren nagebootst.
Rafelingstesten worden met name uitgevoerd op (tweelaags) ZOAB en SMA. Naast proefstukken met nieuw materiaal kunnen ook kunstmatig verouderde proefstukken worden getest. Hiervoor wordt gebruikgemaakt diverse verouderingstechnieken in het laboratorium. In het lab kunnen niet alle invloedsfactoren worden meegenomen die ook in de praktijk optreden (zoals UV-licht, en lekvloeistoffen), maar geconcludeerd kan worden dat de kunstmatige verouderingsprocedure redelijk overeenkomt met praktijkveroudering.

## Werking van de rafelingstest

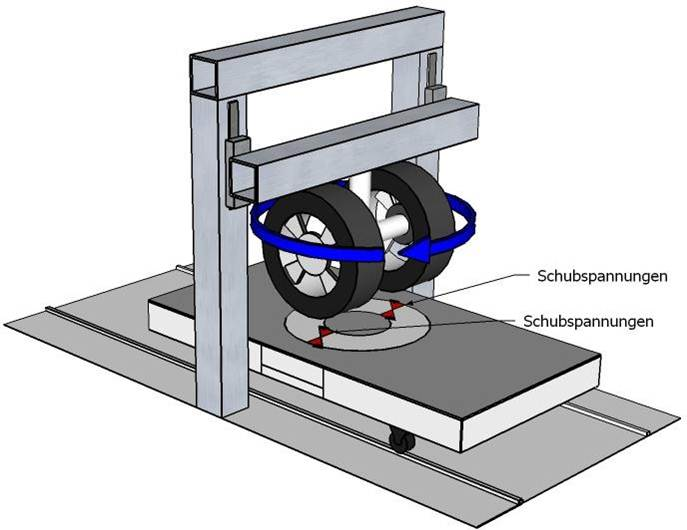
Aachener Rafelings Tester

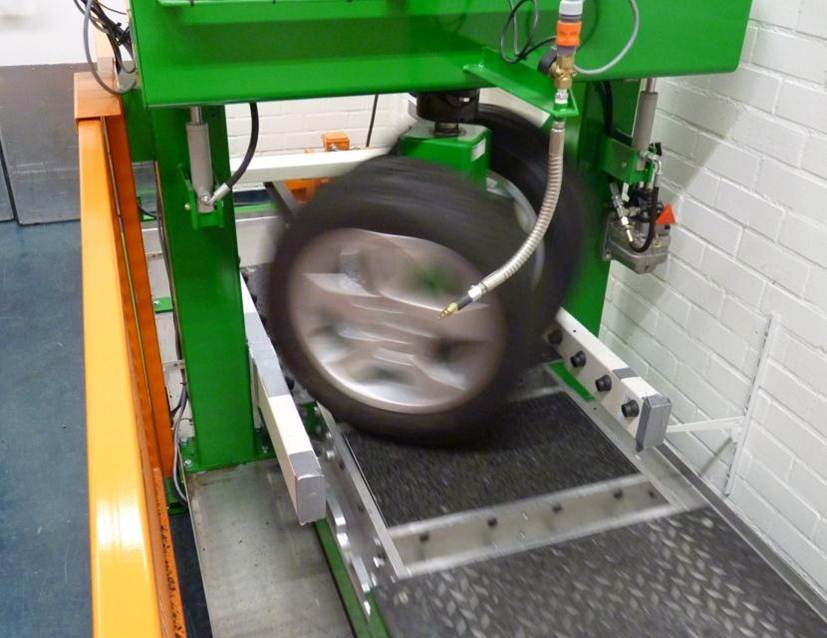
ARTe in het laboratorium

In de ARTe en de RSAT wordt de wringspanning op het materiaal gegenereerd door het proefstuk in het horizontale vlak te bewegen, terwijl deze van bovenaf door een band wordt belast. In beide proeven wordt de rafelingsweerstand bepaald door het aantal grammen steenverlies van het proefstuk te bepalen. Dit wordt gedaan door de proefstukken voor en na de proef te wegen.

### Verschillen tussen de diverse methodes
- Meting steenverlies: In de RSAT wordt het massaverlies continu gemeten; bij de ARTe drie maal: aan het begin, halverwege en aan het einde van de proef. Door de continue metingen in de RSAT kan de toename van steenverlies per tijdseenheid worden bepaald; hierdoor kunnen uitspraken worden gedaan over de ontwikkeling van rafeling in de tijd en is het mogelijk om de aanvangseffecten van de proef los te koppelen van de weerstand op lange termijn.
- Textuur plaatoppervlak: Bij de ARTe wordt voorafgaande aan de proef de textuur van het oppervlak vastgelegd met nauwkeurige lasermetingen. Dit wordt ook gedaan na afloop van de proef. Door de begin- en eindsituatie van het asfaltoppervlak met elkaar te vergelijken kan een uitspraak worden gedaan over de textuurverandering ten gevolge van het steenverlies.
- Toepassing op boorkernen: Naast de toepassing op een in het lab vervaardigd proefstuk kan de RSAT ook worden uitgevoerd op boorkernen uit de weg. Hiermee kan worden onderzocht in hoeverre de proefresultaten op materiaal dat met wals en spreidmachine is aangebracht overeenkomen met labvervaardigd materiaal. Tevens kan materiaal dat werkelijk door verkeer is belast worden getoetst op op dat moment geldende rafelingsweerstand.